# Helge Førde
Helge Førde, född 4 oktober 1956 i Langevåg, Norge, är norsk jazzmusiker och spelar trombon. Han är mest känd för att han är en del av brassbandet Brazz Brothers där även hans yngre bror Jan Magne Førde och hans tvillingbror Jarle Førde spelar.
Førde har spelat tillsammans av Skandinaviens ledande jazzmusiker som Karin Krog, Bjørn Alterhaug och John Pål Inderberg. Han är även kompositör och han arrangerar låtar för stora och små ensembler.